# Discografia de Iz*One
A discografia de Iz One, um grupo feminino nipo-sul-coreano, consiste em cinco singles, dois EPs e dez videoclipes. Iz One lançou seu primeiro EP intitulado Color*Iz em 29 de outubro de 2018. O EP ficou na posição um na Oricon ficou na nona posição no EUA World.

## Álbuns

### Álbuns de estúdio
| Título   | Detalhes | Melhores posições | Melhores posições | Melhores posições | Melhores posições | Vendas                           | Certificações    |
| Título   | Detalhes | COR               | JAP               | JAP Hot           | EUA World         | Vendas                           | Certificações    |
| -------- | --- | ----------------- | ----------------- | ----------------- | ----------------- | -------------------------------- | ---------------- |
| Bloom*Iz | - Lançamento: 17 de fevereiro de 2020 - Gravadora: Off the Record, Stone Music - Formatos: CD, download digital, streaming | 2                 | 3                 | 6                 | 15                | - : 480,543 - : 23,960 - : 1,000 | - KMCIA: Platina |

### Extended plays
| Color*Iz                                                                          | - Lançamento: 29 de outubro de 2018 - Gravadora: Off the Record, Stone Music - Formatos: CD, download digital, streaming. | 2 | 1 | 3 | 9 | - : 261,925 - : 48,734 - : 2,000 |                  |
| Heart*Iz                                                                          | - Lançamento: 1 de abril de 2019 - Gravadora: Off the Record, Stone Music - Formatos: CD, download digital, streaming.    | 1 | 4 | 5 | 6 | - : 298,977 - : 40,065           | - KMCIA: Platina |
| "—" denota lançamentos que não foram mapeados ou não foram lançados nessa região. | |   |   |   |   |                                  |                  |

## Singles

### Como artista principal
| "La Vie en Rose"                                                                  | 2018 | 14 | 11 | — | 21 | 6  | - : 6,000                      |                 | Color*Iz             |
| "Suki to Iwasetai"                                                                | 2019 | —  | —  | 2 | 2  | —  | - : 244,284 (físico) - : 7,016 | - RIAJ: Platina | Álbum não adicionado |
| "Violeta"                                                                         | 2019 | 18 | 5  | — | 13 | 8  |                                |                 | Heart*Iz             |
| "Buenos Aires"                                                                    | 2019 | —  | —  | 1 | 1  | —  | - : 229,428                    | - RIAJ: Platina | Álbum não adicionado |
| "Vampire"                                                                         | 2019 | —  | 52 | 1 | 1  | —  | - : 227,203 (físico)           | - RIAJ: Ouro    | Álbum não adicionado |
| "Fiesta"                                                                          | 2020 | 3  | 2  | — | 6  | 13 |                                |                 | Bloom*Iz             |
| "Secret Story Of The Swan"                                                        | 2020 | 6  | —  | — | 14 | 11 |                                |                 | Oneiric Diary        |
| "—" denota lançamentos que não foram mapeados ou não foram lançados nessa região. |      |    |    |   |    |    |                                |                 |                      |

### Como artista convidado
| Título                                                        | Ano  | Álbum                     |
| ------------------------------------------------------------- | ---- | ------------------------- |
| "Rise" (Jonas Blue part. Iz One)                              | 2019 | Adicionado à nenhum álbum |
| "Hitsuzensei" (AKB48 part. Nogizaka46, Keyakizaka46 e Iz One) | 2019 | "Jiwaru Days"             |

### Outras canções que entraram nas tabelas musicais
| Canção                                                                         | Ano  | Posições | Posições | Álbum         |
| Canção                                                                         | Ano  | COR      | COR Hot  | Álbum         |
| ------------------------------------------------------------------------------ | ---- | -------- | -------- | ------------- |
| "Eyes"                                                                         | 2020 | 125      | —        | Bloom*Iz      |
| "Dreamlike"                                                                    | 2020 | 127      | —        | Bloom*Iz      |
| "Ayayaya"                                                                      | 2020 | 110      | 74       | Bloom*Iz      |
| "So Curious"                                                                   | 2020 | 120      | —        | Bloom*Iz      |
| "Spaceship"                                                                    | 2020 | 130      | 95       | Bloom*Iz      |
| "Destiny" (우연이 아니야)                                                      | 2020 | 134      | —        | Bloom*Iz      |
| "You & I"                                                                      | 2020 | 144      | —        | Bloom*Iz      |
| "Daydream"                                                                     | 2020 | 162      | —        | Bloom*Iz      |
| "Pink Blusher"                                                                 | 2020 | 167      | —        | Bloom*Iz      |
| "Someday" (언젠가 우리의 밤도 지나가겠죠)                                      | 2020 | 132      | —        | Bloom*Iz      |
| "Open Your Eyes"                                                               | 2020 | 164      | —        | Bloom*Iz      |
| "Welcome"                                                                      | 2020 | 131      | 91       | Oneiric Diary |
| "Pretty"                                                                       | 2020 | 122      | 92       | Oneiric Diary |
| "Merry-Go-Round" (회전목마)                                                    | 2020 | 92       | 65       | Oneiric Diary |
| "Rococo"                                                                       | 2020 | 160      | 93       | Oneiric Diary |
| "With*One"                                                                     | 2020 | 152      | —        | Oneiric Diary |
| "—" denota títulos que não entraram nas paradas ou não foram lançados no país. |      |          |          |               |

## Videos musicais
| Título                                 | Ano  | Diretor(es)             | Ref.   |
| -------------------------------------- | ---- | ----------------------- | ------ |
| "La Vie en Rose" (라비앙로즈)          | 2018 | VM Project Architecture |        |
| "Suki to Iwasetai" (好きと言わせたい)  | 2019 | Kazuma Ikeda            | [ 30 ] |
| "Gokigen Sayonara" (ご機嫌サヨナラ)    | 2019 | Yasunori Arafune        | [ 31 ] |
| "Neko ni Naritai" (猫になりたい)       | 2019 | bait Saito              | [ 32 ] |
| "Violeta" (비올레타)                   | 2019 | Digipedi                |        |
| "Buenos Aires"                         | 2019 | Kyotaro Hayashi         | [ 33 ] |
| "Target"                               | 2019 | Mitsunori Yokobori      | [ 34 ] |
| "Toshishita Boyfriend" (年下Boyfriend) | 2019 | Yasunori Arafune        | [ 35 ] |
| "Vampire"                              | 2019 | Takehiro Shiraishi      | [ 36 ] |
| "Fiesta"                               | 2020 | Rigend Film Studio      | [ 37 ] |